# Società Sportiva Juve Stabia 2024-2025
Questa voce raccoglie le informazioni riguardanti la Società Sportiva Juve Stabia nelle competizioni ufficiali della stagione 2024-2025.

## Stagione
La stagione 2024-2025 sarà per la Juve Stabia la 6ª partecipazione nella seconda serie del Campionato italiano di calcio.
I gialloblù tornano in Serie B dopo quattro anni di permanenza in Serie C a seguito della vittoria, nella passata stagione, del loro girone.
La squadra ha tenuto il ritiro precampionato tra Telese, in Campania, e Capracotta, in Molise.
L'esordio stagionale è avvenuto il 4 agosto 2024, nell'incontro valevole per il turno preliminare di Coppa Italia, in casa dell' Avellino e terminato 3 a 1 per gli irpini, eliminando i gialloblù dal torneo; il debutto in campionato, invece, c'è stato il 17 agosto, nella partita in trasferta contro il Bari, vinta per 1 a 3.

## Divise e sponsor
Per la stagione 2024-2025 lo sponsor tecnico è Givova, i main sponsor sono Plinio medical center, La Minopoli e Starcasinò.sport, mentre il back sponsor è Expert. FRIMM Immobiliare e Ds Glass saranno i nuovi top sponsor.
| Casa | Trasferta | Terza divisa |

## Organigramma societario
Tratto dal sito ufficiale.
Area direttiva
- Presidente: Andrea Langella[17][18][19]
- Vice presidente: Vincenzo D’Elia, Fabio De Lillo[20]
- Amministratore Unico: Filippo Polcino[18]
- Direttore generale: Ferdinando Elefante[21]
- Direttore operativo: Oreste La Stella[22]

Area sanitaria
- Responsabile: Giuseppe Aucello
- Medici sociali: Giovanni Porpora
- Staff Sanitario: Ciro Nastro, Mario Aurino, Gaetano Nastro

Area organizzativa
- Segretario generale: Alfonso Manzo
- Club Manager: Sebastiano Vaia[23]
- Team Manager:	Giuseppe Di Maio
- Strategic Advisor: Vincenzo Busiello[24]
- Addetto agli Arbitri: Pasquale Sergio[25]
- Responsabile dell’Organizzazione e Sicurezza dello Stadio: Pasquale Caiazzo[26]

Area comunicazione
- Responsabile: Mario Di Capua[27]
- Ufficio stampa: Mattia Molinari, Giovanni Esposito

Area marketing
- Ufficio marketing: Felice Biasco

Area tecnica
- Direttore sportivo: Matteo Lovisa[29][30][31][32][33]
- Allenatore: Guido Pagliuca
- Allenatore in seconda: Nazzareno Tarantino[34][35]
- Collaboratore tecnico: Paolo Carolei, Davide Di Grezia, Francesco Di Capua
- Preparatore atletico: Raffaele La Penna
- Preparatore dei portieri: Amedeo Petrazzuolo[36]
- Match Analyst: Riccardo Carbone

## Rosa
Tratto dal sito ufficiale.
In  corsivo i giocatori ceduti a stagione in corso.
Rosa aggiornata al 25 gennaio 2025
| N. |                    | Ruolo | Calciatore                |
| -- | ------------------ | ----- | ------------------------- |
| 1  | Croazia (bandiera) | P     | Kristjan Matoševič        |
| 2  | Italia (bandiera)  | D     | Danilo Quaranta           |
| 3  | Italia (bandiera)  | D     | Yuri Rocchetti            |
| 4  | Italia (bandiera)  | D     | Marco Ruggero             |
| 5  | Italia (bandiera)  | C     | Tommaso Di Marco          |
| 6  | Italia (bandiera)  | D     | Marco Bellich             |
| 7  | Italia (bandiera)  | A     | Federico Romeo            |
| 7  | Italia (bandiera)  | C     | Federico Zuccon           |
| 8  | Italia (bandiera)  | C     | Davide Buglio             |
| 9  | Italia (bandiera)  | A     | Andrea Adorante           |
| 10 | Italia (bandiera)  | C     | Christian Pierobon        |
| 11 | Italia (bandiera)  | A     | Kevin Piscopo             |
| 13 | Italia (bandiera)  | D     | Matteo Baldi              |
| 14 | Italia (bandiera)  | C     | Marco Meli                |
| 15 | Italia (bandiera)  | D     | Romano Floriani Mussolini |
| 16 | Italia (bandiera)  | P     | Alessandro Signorini      |
| 17 | Italia (bandiera)  | C     | Riccardo Tonin            |

| N. |                    | Ruolo | Calciatore          |
| -- | ------------------ | ----- | ------------------- |
| 17 | Italia (bandiera)  | A     | Gregorio Morachioli |
| 18 | Italia (bandiera)  | A     | Lorenzo Sgarbi      |
| 19 | Italia (bandiera)  | D     | Daniele Mignanelli  |
| 20 | Senegal (bandiera) | P     | Demba Thiam         |
| 23 | Italia (bandiera)  | D     | Francesco Folino    |
| 24 | Italia (bandiera)  | D     | Marco Varnier       |
| 25 | Italia (bandiera)  | C     | Alberto Gerbo ()    |
| 27 | Italia (bandiera)  | A     | Leonardo Candellone |
| 28 | Italia (bandiera)  | D     | Cristian Andreoni   |
| 29 | Italia (bandiera)  | D     | Nicolò Fortini      |
| 37 | Italia (bandiera)  | C     | Fabio Maistro       |
| 45 | Polonia (bandiera) | D     | Patryk Peda         |
| 55 | Italia (bandiera)  | C     | Giuseppe Leone      |
| 90 | Italia (bandiera)  | A     | Gabriele Artistico  |
| 98 | Italia (bandiera)  | C     | Nicola Mosti        |
| 99 | Italia (bandiera)  | A     | Enrico Piovanello   |

## Calciomercato

### Sessione estiva(dal 1º/7 al 30/8)
| Acquisti         | Acquisti                  | Acquisti      | Acquisti                         |
| R.               | Nome                      | da            | Modalità                         |
| ---------------- | ------------------------- | ------------- | -------------------------------- |
| P                | Kristjan Matoševič        | Triestina     | prestito                         |
| D                | Marco Ruggero             | Virtus Verona | definitivo                       |
| D                | Marco Varnier             | Atalanta U23  | definitivo                       |
| D                | Francesco Folino          | Carrarese     | definitivo                       |
| D                | Yuri Rocchetti            | Cremonese     | prestito                         |
| D                | Romano Floriani Mussolini | Lazio         | prestito                         |
| D                | Riccardo Spaltro          | Juve Stabia   | definitivo                       |
| D                | Nicolò Fortini            | Fiorentina    | prestito                         |
| C                | Elian Demirovic           | Virtus Verona | definitivo                       |
| C                | Jacopo Da Riva            | Atalanta      | prestito                         |
| C                | Tommaso Di Marco          | Torino        | prestito                         |
| C                | Christian Pierobon        | Verona        | definitivo                       |
| C                | Fabio Maistro             | SPAL          | definitivo                       |
| C                | Federico Zuccon           | Atalanta U23  | prestito con diritto di riscatto |
| A                | Riccardo Tonin            | Foggia        | definitivo                       |
| A                | Gabriele Artistico        | Lazio         | prestito                         |
| A                | Flavio Di Dio             | Giugliano     | definitivo                       |
| A                | Lorenzo Del Piero         | Trento        | definitivo                       |
| A                | Gregorio Morachioli       | Bari          | definitivo                       |
| Altre operazioni |                           |               |                                  |
| R.               | Nome                      | a             | Modalità                         |
| P                | Demba Thiam               | SPAL          | rinnovo prestito                 |
| C                | Nicola Mosti              | Modena        | riscatto                         |
| A                | Andrea Adorante           | Triestina     | riscatto                         |

| Cessioni         | Cessioni            | Cessioni         | Cessioni      |
| R.               | Nome                | a                | Modalità      |
| ---------------- | ------------------- | ---------------- | ------------- |
| P                | Matteo Esposito     | Giugliano        | definitivo    |
| D                | Alessandro La Rosa  | Vis Pesaro       | definitivo    |
| D                | Francesco D’Amore   | Legnago          | prestito      |
| D                | Robert Toma         | Legnago          | definitivo    |
| D                | Luca Stanga         | Lecco            | fine prestito |
| D                | Matteo Bachini      | SPAL             | definitivo    |
| D                | Riccardo Spaltro    | Desenzano        | prestito      |
| D                | Daniele Mignanelli  | SPAL             | definitivo    |
| C                | Bilal Erradi        | Potenza          | definitivo    |
| C                | Elian Demirovic     | Legnago          | prestito      |
| C                | Michele Picardi     |                  | svincolato    |
| C                | Federico Romeo      | Ternana          | definitivo    |
| C                | Jacopo Da Riva      | Foggia           | prestito      |
| A                | Ottavio Garau       | Ternana          | fine prestito |
| A                | Pasquale Marranzino | Napoli           | fine prestito |
| A                | Flavio Di Dio       | Audace Cerignola | prestito      |
| A                | Mario Aprea         | Crotone          | definitivo    |
| A                | Riccardo Tonin      | Pescara          | definitivo    |
| A                | Mariano Guarracino  | Taranto          | definitivo    |
| Altre operazioni |                     |                  |               |
| R.               | Nome                | a                | Modalità      |
| A                | Accursio Bentivegna | Pescara          | definitivo    |

### Sessione invernale(dal 2/1 al 3/2)
| Acquisti | Acquisti        | Acquisti | Acquisti   |
| R.       | Nome            | da       | Modalità   |
| -------- | --------------- | -------- | ---------- |
| D        | Danilo Quaranta | Ascoli   | definitivo |
| D        | Patryk Peda     | Palermo  | prestito   |
| A        | Lorenzo Sgarbi  | Napoli   | prestito   |

| Cessioni | Cessioni           | Cessioni  | Cessioni              |
| R.       | Nome               | a         | Modalità              |
| -------- | ------------------ | --------- | --------------------- |
| D        | Francesco Folino   | Cremonese | definitivo            |
| A        | Enrico Piovanello  | Trapani   | prestito              |
| A        | Gabriele Artistico | Lazio     | risoluzione contratto |

### Operazioni esterne alle sessioni
| Acquisti | Acquisti | Acquisti | Acquisti |
| R.       | Nome     | da       | Modalità |
| -------- | -------- | -------- | -------- |

| Cessioni | Cessioni         | Cessioni    | Cessioni   |
| R.       | Nome             | a           | Modalità   |
| -------- | ---------------- | ----------- | ---------- |
| C        | Gennaro Ruggiero | Real Aversa | svincolato |

## Risultati

### Coppa Italia

#### Turni eliminatori
| Arbitro: | Lovison (Padova) |

|                                  |           |             |
| Tribuzzi 2’ 66’ Frascatore 45+1’ | Marcatori | 21’ Piscopo |

## Statistiche

### Statistiche di squadra
Statistiche aggiornate al 23 febbraio 2025
| Competizione | Punti | In casa | In casa | In casa | In casa | In casa | In casa | In trasferta | In trasferta | In trasferta | In trasferta | In trasferta | In trasferta | Totale | Totale | Totale | Totale | Totale | Totale | DR |
| Competizione | Punti | G       | V       | N       | P       | Gf      | Gs      | G            | V            | N            | P            | Gf           | Gs           | G      | V      | N      | P      | Gf     | Gs     | DR |
| ------------ | ----- | ------- | ------- | ------- | ------- | ------- | ------- | ------------ | ------------ | ------------ | ------------ | ------------ | ------------ | ------ | ------ | ------ | ------ | ------ | ------ | -- |
| Serie B      | 49    | 16      | 9       | 3       | 4       | 22      | 16      | 16           | 4            | 7            | 5            | 16           | 20           | 32     | 13     | 10     | 9      | 38     | 36     | +2 |
| Coppa Italia | -     | 0       | 0       | 0       | 0       | 0       | 0       | 1            | 0            | 0            | 1            | 1            | 3            | 1      | 0      | 0      | 1      | 1      | 3      | -2 |
| Totale       | -     | 16      | 9       | 3       | 4       | 22      | 16      | 17           | 4            | 7            | 6            | 17           | 23           | 33     | 13     | 10     | 10     | 39     | 39     | 0  |

### Andamento in campionato
| Giornata  | 1 | 2 | 3 | 4 | 5 | 6  | 7 | 8 | 9 | 10 | 11 | 12 | 13 | 14 | 15 | 16 | 17 | 18 | 19 | 20 | 21 | 22 | 23 | 24 | 25 | 26 | 27 | 28 | 29 | 30 | 31 | 32 | 33 | 34 | 35 | 36 | 37 | 38 |
| --------- | - | - | - | - | - | -- | - | - | - | -- | -- | -- | -- | -- | -- | -- | -- | -- | -- | -- | -- | -- | -- | -- | -- | -- | -- | -- | -- | -- | -- | -- | -- | -- | -- | -- | -- | -- |
| Luogo     | T | T | C | T | C | T  | C | T | C | T  | C  | T  | C  | C  | T  | C  | T  | C  | T  | C  | T  | T  | C  | T  | C  | C  | T  | C  | T  | C  | T  | C  | T  | C  | T  | C  | T  | C  |
| Risultato | V | N | V | N | P | P  | V | V | P | N  | N  | N  | P  | N  | N  | V  | V  | V  | P  | N  | N  | P  | V  | P  | V  | V  | P  | P  | N  | V  | V  | V  |    |    |    |    |    |    |
| Posizione | 1 | 3 | 2 | 2 | 5 | 13 | 7 | 4 | 5 | 6  | 6  | 6  | 9  | 9  | 9  | 7  | 6  | 6  | 6  | 8  | 7  | 9  | 5  | 7  | 6  | 6  | 6  | 7  | 7  | 6  | 6  | 5  |    |    |    |    |    |    |

Fonte: Lega Serie B
Legenda:

Luogo: N = Campo neutro; C = Casa; T = Trasferta. Risultato: V = Vittoria; N = Pareggio; S = Sconfitta.
- = Turno di riposo.

### Statistiche dei giocatori
In  corsivo i giocatori ceduti a stagione in corso.
| Giocatore             | Serie B  | Serie B | Serie B     | Serie B    | Coppa Italia | Coppa Italia | Coppa Italia | Coppa Italia | Totale   | Totale | Totale      | Totale     |
| Giocatore             | Presenze | Reti    | Ammonizioni | Espulsioni | Presenze     | Reti         | Ammonizioni  | Espulsioni   | Presenze | Reti   | Ammonizioni | Espulsioni |
| --------------------- | -------- | ------- | ----------- | ---------- | ------------ | ------------ | ------------ | ------------ | -------- | ------ | ----------- | ---------- |
| A. Adorante           | 21       | 9       | 4           | 0          | 0            | 0            | 0            | 0            | 21       | 9      | 4           | 0          |
| C. Andreoni           | 6        | 0       | 2           | 0          | 0            | 0            | 0            | 0            | 6        | 0      | 2           | 0          |
| G. Artistico          | 16       | 2       | 2           | 0          | 1            | 0            | 1            | 0            | 17       | 2      | 3           | 0          |
| M. Baldi              | 11       | 0       | 3           | 0          | 0            | 0            | 0            | 0            | 11       | 0      | 3           | 0          |
| M. Bellich            | 20       | 2       | 4           | 0          | 1            | 0            | 0            | 0            | 21       | 2      | 4           | 0          |
| D. Buglio             | 20       | 0       | 7           | 0          | 1            | 0            | 0            | 0            | 21       | 0      | 7           | 0          |
| L. Candellone         | 22       | 3       | 5           | 0          | 1            | 0            | 0            | 0            | 23       | 3      | 5           | 0          |
| T. Di Marco           | 4        | 0       | 0           | 0          | 1            | 0            | 0            | 0            | 5        | 0      | 0           | 0          |
| P. Faccetti           | 0        | 0       | 0           | 0          | 0            | 0            | 0            | 0            | 0        | 0      | 0           | 0          |
| R. Floriani Mussolini | 21       | 1       | 4           | 0          | 0            | 0            | 0            | 0            | 21       | 1      | 4           | 0          |
| F. Folino             | 16       | 3       | 4           | 1          | 0            | 0            | 0            | 0            | 16       | 3      | 4           | 1          |
| N. Fortini            | 15       | 0       | 2           | 0          | 0            | 0            | 0            | 0            | 15       | 0      | 2           | 0          |
| O. Garau              | 0        | 0       | 0           | 0          | 0            | 0            | 0            | 0            | 0        | 0      | 0           | 0          |
| A. Gerbo              | 0        | 0       | 0           | 0          | 0            | 0            | 0            | 0            | 0        | 0      | 0           | 0          |
| D. Lauritano          | 0        | 0       | 0           | 0          | 0            | 0            | 0            | 0            | 0        | 0      | 0           | 0          |
| G. Leone              | 20       | 0       | 3           | 0          | 1            | 0            | 0            | 0            | 21       | 0      | 3           | 0          |
| F. Maistro            | 15       | 2       | 0           | 0          | 0            | 0            | 0            | 0            | 15       | 2      | 0           | 0          |
| K. Matoševič          | 0        | -0      | 0           | 0          | 1            | -3           | 0            | 0            | 1        | -3     | 0           | 0          |
| M. Meli               | 18       | 0       | 2           | 0          | 0            | 0            | 0            | 0            | 18       | 0      | 2           | 0          |
| D. Mignanelli         | 0        | 0       | 0           | 0          | 1            | 0            | 0            | 0            | 1        | 0      | 0           | 0          |
| G. Morachioli         | 4        | 0       | 0           | 0          | 0            | 0            | 0            | 0            | 4        | 0      | 0           | 0          |
| N. Mosti              | 11       | 0       | 0           | 0          | 0            | 0            | 0            | 0            | 11       | 0      | 0           | 0          |
| P. Peda               | 0        | 0       | 0           | 0          | 0            | 0            | 0            | 0            | 0        | 0      | 0           | 0          |
| C. Pierobon           | 18       | 0       | 4           | 0          | 1            | 0            | 0            | 0            | 19       | 0      | 4           | 0          |
| E. Piovanello         | 2        | 0       | 0           | 0          | 0            | 0            | 0            | 0            | 2        | 0      | 0           | 0          |
| K. Piscopo            | 20       | 2       | 2           | 0          | 1            | 1            | 1            | 0            | 21       | 3      | 3           | 0          |
| D. Quaranta           | 0        | 0       | 0           | 0          | 0            | 0            | 0            | 0            | 0        | 0      | 0           | 0          |
| Y. Rocchetti          | 19       | 0       | 3           | 0          | 1            | 0            | 0            | 0            | 20       | 0      | 3           | 0          |
| F. Romeo              | 0        | 0       | 0           | 0          | 1            | 0            | 0            | 0            | 1        | 0      | 0           | 0          |
| M. Ruggero            | 19       | 0       | 8           | 0          | 1            | 0            | 0            | 0            | 20       | 0      | 8           | 0          |
| L. Sgarbi             | 12       | 0       | 0           | 0          | 0            | 0            | 0            | 0            | 12       | 0      | 0           | 0          |
| A. Signorini          | 0        | -0      | 0           | 0          | 0            | -0           | 0            | 0            | 0        | -0     | 0           | 0          |
| D. Thiam              | 23       | -26     | 3           | 0          | 0            | -0           | 0            | 0            | 23       | -26    | 3           | 0          |
| R. Tonin              | 0        | 0       | 0           | 0          | 1            | 0            | 0            | 0            | 1        | 0      | 0           | 0          |
| M. Varnier            | 17       | 1       | 2           | 0          | 1            | 0            | 0            | 0            | 18       | 1      | 2           | 0          |
| F. Zuccon             | 7        | 0       | 0           | 0          | 0            | 0            | 0            | 0            | 7        | 0      | 0           | 0          |

## Giovanili

### Organigramma
Tratto dal sito ufficiale.
Area direttiva
- Responsabile: Saby Mainolfi
- Direttore Settore Giovanile: Roberto Amodio
- Segretario settore giovanile: Vincenzo Esposito
- Dirigente Responsabile Organizzativo: Lucio Provvisiero

Allievi Nazionali Under-17
- Allenatore: Michele Sacco
- Allenatore in seconda: Ciro Aveta
- Preparatore Portieri: Marco Borzillo

Primavera 3
- Allenatore: Pasquale Casale
- Allenatore in seconda: Giovanni Longobardi
- Preparatore atletico: Paride Piro
- Preparatore dei portieri: Aniello Esposito
- Team Manager: Alfonso Todisco

Allievi Nazionali Under-16
- Allenatore: Francesco Criscuoli
- Allenatore in seconda: Giorgio Brandi
- Preparatore Portieri: Latella Filippo

Under 19
- Allenatore: Giovanni Longobardi
- Team Manager: Alfonso Todisco

Giovanissimi Nazionali Under-15
- Allenatore: Eugenio Romano
- Allenatore in seconda: Giulio Giordano
- Preparatore Portieri: Aldo Caiazza